# Украинская войсковая организация
Украи́нская войсковая организа́ция, Украи́нская военная организа́ция (УВО) (укр. Українська військова організація) — подпольная националистическая организация, созданная бывшими офицерами армии УНР и Украинской Галицкой армии на территории Чехословакии 3 августа 1920 года. Возглавил организацию бывший президент ЗУНР Евгений Петрушевич, а в середине 1921 года к нему присоединился полковник армии УНР Евген Коновалец, который в дальнейшем руководил УВО до своей гибели в 1938 году. В 1922 году в УВО состояло около 1500—2000 человек.
Первоначально намечалось развернуть деятельность УВО на всех этнических украинских землях (в том числе вошедших в состав Украинской ССР, Румынии и Чехословакии), однако уже вскоре активность УВО ограничилась преимущественно территорией Восточной Галиции, находившейся с 1919 года под управлением Польши. Высшее руководство и структурные отделения организации располагались в соседних странах — Германии, Чехословакии и Австрии. Деятельность УВО на территории Польши сводилась преимущественно к актам саботажа (поджоги, повреждение телефонной и телеграфной связи), организации взрывов, «экспроприации» имущества, политическим убийствам. Помимо этого, сторонники УВО совершали расправы над коммунистами, людьми левых взглядов и вообще простыми украинцами, не разделявшими националистической идеологии. Деятельность организации, первоначально декларировавшей непартийный характер, с течением времени всё больше приобретала черты политической организации националистического толка с ярко выраженной классовой направленностью.
В 1922-23 годах УВО начала активное сотрудничество с немецкой разведкой. Коновалец, перебравшись в Германию, дал руководителю абвера полковнику Гемппу официальное обязательство передать свою организацию в полное распоряжение немецкой военной разведки.
В 1929 году на базе УВО была создана Организация украинских националистов, которая, по мысли основателей, должна была стать её легальным политическим крылом. Эта попытка, однако, оказалась неудачной: молодое поколение националистов, пришедших в ОУН в 1929 году, превратило её в расширенную версию УВО. На Пражской конференции ОУН (1932) был определён новый статус УВО как референтуры по военным делам КЭ (Краевой экзекутивы) ОУН на ЗУЗ. Окончательно формальное слияние обеих организаций завершилось к середине 1930-х годов, в результате чего УВО из самостоятельной организации была переформирована в номинально автономную военную референтуру — отдел ОУН.

## Создание
Практически все исследователи сходятся в мнении, что возникновение украинских националистических организаций в начале 1920-х явилось болезненной реакцией части украинского общества на поражение Украинской революции 1917—1921 гг., ликвидацию украинской государственности и разделение этнических украинских земель между другими государствами (СССР, Польша, Чехословакия, Румыния).
Украинская войсковая организация была создана на съезде бывших офицеров армии УНР и Украинской Галицкой армии, который состоялся в конце июля — начале августа 1920 года в Праге. Здесь же был принят ряд решений, направленных на устранение разногласий между деятелями бывших УНР и ЗУНР и утверждение идеи соборности всех украинских земель.
Возглавил УВО бывший президент ЗУНР Евгений Петрушевич, весной 1921 г. к нему присоединился полковник армии УНР Евгений Коновалец. Между двумя лидерами, однако, вскоре возникли острые разногласия, дело дошло до разрыва отношений.
Основное ядро организации составили офицерские кадры Осадного корпуса сечевых стрельцов — вооружённого формирования периода Директории УНР, а также бывшие старшины армии ЗУНР. Активное участие в создании УВО приняли бывшие соратники полковника Коновальца по Осадному корпусу Андрей Мельник, Василий Кучабский, Роман Сушко, Омелян Сеник и др.
По определению самих членов УВО, главная политическая цель организации состояла в «пропаганде идеи всеобщего революционного взрыва украинского народа с окончательной целью создания собственного национального самостоятельного и единого государства». В первом официальном документе организации было провозглашено: «Мы не побеждены! Война не окончена! Мы, Украинская войсковая организация, продолжаем её. Поражение в Киеве и во Львове — это ещё не конец, это только эпизод, только одна из неудач на пути Украинской Национальной Революции. Победа впереди».
Созданию организации способствовала обстановка в Европе и на украинских землях: на Украине продолжалась партизанская война, вопрос о судьбе Восточной Галиции ещё не нашёл своего решения на международном уровне (25 июня 1919 года Совет послов Антанты признал за Польшей право на оккупацию Восточной Галиции, чтобы «защитить население от большевистских банд», но не включил её в состав Польши), и хотя два украинских правительства в эмиграции (УНР и ЗУНР) действовали разобщённо, надежды на достижение самостоятельной украинской государственности ещё оставались.

## Управление и структура
Вначале руководство организацией осуществлялось из Львова, позднее — из Берлина и Вены.
В сентябре 1920 года во Львове была создана в качестве временного руководящего органа «Начальная коллегия УВО» (М. Матчак, И. Навроцкий, Ю. Полянский, В. Целевич, Я. Чиж), которая с прибытием сюда полковника Коновальца (июль 1921 года) была реорганизована в «Начальную команду» (укр. Начальна Команда) — руководящий орган УВО во главе с полковником Коновальцем и начальником штаба полковником Отмарштайном.
В структуре Начальной команды УВО были созданы организационно-кадровый, разведывательный, боевой и пропагандистско-политический отделы (референтуры). Особое место в УВО занимала разведывательная референтура, которую возглавил бывший сотник УСС Осип Думин (с 1923 года — Ю. Головинский, с 1930 года — Рико Ярый).
Члены УВО в Галиции, находясь на нелегальном положении, были связаны строгой военной дисциплиной, безоговорочно подчинялись своим командирам. Уже к концу 1922 года в Галиции было создано 13 округов УВО, которые делились на повиты Самым низшим тактическим звеном были так называемые «пятёрки», члены которых должны были знать лишь своего собственного командира.
После отъезда Коновальца и перевода руководства УВО в Берлин (конец 1921 года) во Львове осталась Краевая команда под руководством Андрея Мельника (в апреле 1924 года Мельник был арестован польской полицией и приговорён к 4-летнему заключению; выйдя из тюрьмы, он отошёл от политики, став управляющим владениями Андрея Шептицкого).
С созданием ОУН (1929) большинство руководителей начали совмещать должности в структурах УВО и ОУН — например, Степан Бандера в 1933 году был краевым проводником ОУН и одновременно краевым комендантом УВО на Западноукраинских землях (ЗУЗ), а Е. Коновалец был одновременно главой Провода ОУН и Начальной команды УВО.
Экспозитуры УВО под различными названиями также действовали за пределами украинских земель — в Чехословакии (укр. Крайова Команда), Берлине (укр. Закордонна Делегація УВО), Данциге, Литве (укр. Гурток українців при Литовсько-Українському Товаристві). За океаном, в США и Канаде, также возникали ячейки УВО, которые политически и финансово поддерживали УВО. Экспозитуры занимались легализацией членов УВО за рубежом, поддержанием связей с властями стран пребывания, транспортировкой оружия и литературы, организацией обучения членов УВО.

## Деятельность
УВО по сути представляла собой военную организацию, которая занималась тайной подготовкой ветеранов в Галиции и интернированных военнослужащих армий УНР и ЗУНР в Чехословакии к антипольскому восстанию, а также осуществляла террористические акции, направленные на дестабилизацию польского государства. УВО поддерживала связи с правительствами УНР и ЗУНР в изгнании, получая финансовую поддержку от западноукраинских политических партий. После признания Антантой в 1923 году суверенитета Польши над Восточной Галицией многие члены УВО вышли из её рядов, а сама организация потеряла финансовую поддержку и была вынуждена искать новые источники средств.
С первых же дней существования УВО при её участии выпускались многочисленные печатные издания. Официальным органом была «Сурма», также выходили националистический журнал «Розбудова нації» и молодёжное издание «Юнак». В 1922 году во Львове на средства УВО возобновилось издание «Литературно-научного вестника». Финансирование его обуславливалось рядом обязательств со стороны издателя: на пост главного редактора был назначен известный своими правыми взглядами публицист Дмитрий Донцов, а в состав редакционной коллегии был введён и сам Коновалец. Через два года во Львове при финансовой поддержке УВО была основана газета «Наш час».

### Советская Украина
К тому времени, когда полковник Коновалец в июле 1921 года прибыл во Львов, эмигрантское правительство УНР (Симон Петлюра) уже вело подготовку ко вторжению на территорию УССР с целью организации «всенародного восстания против большевиков». «Повстанческий штаб» возглавлял генерал УНР Юрий Тютюнник. Коновалец предложил Тютюннику помощь живой силой, а также разведывательной информацией о положении на советской территории, которой уже располагала разведывательная секция УВО во главе с Романом Сушко. «Повстанческим штабом» были сформированы две группы. Одна, численностью 880 человек, под командованием полковника УНР Палия в ночь с 27 на 28 октября перешла Збруч и вторглась на территорию УССР с севера Тернопольской области. Вторая группа, численностью 990 человек, под командованием генерала-хорунжего Янченко вторглась с Ровненского направления. В её состав входил атаман Тютюнник с многочисленной группой военных и гражданских лиц, которым предписывалось развернуть министерства и другие управленческие структуры после захвата власти на Украине. Правительства Польши и Франции заверили Петлюру и Тютюнника, что в случае первого успеха они готовы направить на Украину свои регулярные войска. Для организации разведывательной и иной подрывной деятельности на территории УССР начальник разведки УВО Р. Сушко и начальник штаба УВО Ю. Отмарштайн перешли границу в составе вторгшихся отрядов. Уже в ноябре, однако, советские войска под командованием Виталия Примакова и Григория Котовского нанесли в Житомирской области сокрушительное поражение участникам «освободительного рейда».
Советское правительство заявило Польше решительный протест, ссылаясь на положения мирного договора, заключённого между РСФСР, УССР и Польшей в марте 1921 года. В связи с этим руководство Польши отказало Петлюре в поддержке его враждебной деятельности против УССР. Вскоре после этого Петлюра покинул Польшу и перебрался в Париж, где в мае 1926 года был убит Самуилом Шварцбурдом, мстившим за убитых «петлюровцами» родственников. В дальнейшем парижский суд присяжных оправдал Шварцбурда.

### Сотрудничество с абвером
Назначив Андрея Мельника руководителем УВО в Галиции, Коновалец также покинул Польшу, перебазировав руководство УВО в Берлин. Митрополит УГКЦ Андрей Шептицкий, который с самого начала был в курсе создания и деятельности УВО, при личной встрече посоветовал Коновальцу обратить пристальное внимание на Германию и искать контакты с германскими кругами. Весной 1922 года Коновалец провёл переговоры с руководителем абвера полковником Гемппом и дал письменное обязательство передавать в распоряжение немецкой разведки собираемую УВО разведывательную информацию о польской армии в обмен на финансирование. Ежемесячные выплаты, по германским сведениям, достигали 9 тысяч рейхсмарок. Абвером было создано «Бюро по подготовке войны с помощью национальных меньшинств», а также сформирован специальный фонд, через который финансировались различные организации за пределами Германии, в том числе УВО, а позднее и ОУН. Бывший офицер сечевых стрельцов Рико Ярый («Карпат»), являвшийся правой рукой Коновальца и содействовавший установлению контактов между Коновальцем и германским генштабом, стал помощником руководителя «Бюро».
По требованию абвера центр деятельности УВО был перенесён на западноукраинские земли. Коновалец определил новые задачи УВО следующим образом: «Теперь, когда Польша подписала мирный договор с Советской Украиной, ситуация заставляет нас поднять знамя борьбы против Польши. В противном случае мы потеряли бы влияние не только на Родине, но и в лагерях военнопленных, где каждый наш солдат горит огнём мщения за оккупацию пилсудчиками Восточной Галиции и Волыни. Однако нашим смертельным врагом остается большевизм. Борьбу с поляками мы будем вести постольку, поскольку они сами будут вынуждать к этому».
В 1925 году германская тайная полиция поручила Коновальцу расширить число своих людей в тайной полиции разных стран — на Балканах, в государствах Малой Антанты, в Швейцарии, Польше и Прибалтике. За выполнение этого задания организация получила отдельное вознаграждение.
В 1928 году, в связи с дипломатическим протестом польских властей, получивших доказательства связи УВО с немецкими спецслужбами, финансирование УВО было на несколько лет прекращено. За период с 1922 по 1928 годы УВО получила в обмен за свои услуги более 2 миллионов марок.

### Польша
В 1921 году из 27 миллионов населения Польши украинцы составляли около 5 млн, то есть 15 %. Большинство украинцев (3 млн, в основном греко-католики) проживали на территории Галичины — бывшей австро-венгерской Восточной Галиции, или Восточной Малопольши, как её называли поляки. Именно этот край (Западноукраинские земли) стал основной базой подпольной деятельности УВО/ОУН. Около 2 млн украинцев населяли Волынь, Полесье и Холмщину, которые отошли к Польше после войны с Советской Россией. Их считали «намного менее национально сознательными, политически, социо-экономически и культурно развитыми».
Акции УВО на территории Польши сводились преимущественно к актам саботажа (поджоги, повреждение телефонной и телеграфной связи), организации взрывов, «экспроприации» имущества, политическим убийствам.
В 1921—1922 годах члены УВО занимались активной пропагандистской работой, провоцирующей украинское население к саботажу действий польского правительства — переписей населения, уплаты налогов, призыва в польскую армию, выборов в сейм и сенат.
Первым и самым резонансным террористическим актом УВО 25 ноября 1921 года стало неудавшееся покушение украинского националиста Степана Федака, родственника Коновальца, на львовского воеводу К. Грабовского и маршала Ю. Пилсудского, который, по мнению украинских националистов, подписав мир с Советской Россией, фактически нарушил условия договора с Петлюрой от 22 апреля 1920 года. В результате польские власти объявили УВО открытую войну, и руководство организации пришлось срочно перенести в Берлин. Покинул Польшу и Коновалец.
В течение 1922 года на землях Галичины был зафиксирован ряд акций саботажа и диверсий, из них 38 — на железнодорожном транспорте. Поджигались военные склады, повреждалась телефонно-телеграфная связь, совершались нападения на жандармерию. Широкий резонанс имел рейд отряда боевиков УВО в Тернопольском округе — они разрушали и поджигали польские фольварки, дома польских колонистов, убивали польских полицейских и жандармов. Всего в 1922 году было совершено 2300 поджогов польских помещичьих хозяйств, фольварков, других объектов польской собственности, зафиксировано 20 нападений на «польских пособников», 10 «полицейских и их „агентов“» и 7 «польских военных». 15 октября 1922 года боевиками УВО был убит украинский поэт и журналист Сидор Твердохлиб — лидер «Украинской хлеборобской партии», выступавший за мирное сосуществование с поляками. В ходе развернувшихся репрессий против украинского населения было задержано около 20 тысяч человек. Польским органам безопасности удалось арестовать члена УВО М. Дзинкивского, показания которого позволили арестовать практически весь актив боевиков организации в Галичине, что практически парализовало активность УВО в 1923 году.
14 марта 1923 года Совет послов Антанты принял решение оставить Западную Украину под управлением Польши (в ответ на обещание польского правительства предоставить краю автономию, ввести в административных органах украинский язык и открыть украинский университет), что привело к растерянности в рядах УВО, угрозе распада организационных ячеек в Галичине и потери их разведывательных возможностей, что могло бы привести к прекращению финансирования немецкими спецслужбами. В связи с этим летом 1923 года Коновалец собрал в Праге совещание руководящего состава галицийского подполья, на котором сделал доклад о международной ситуации. Суть доклада сводилась к необходимости искать реальные силы, на которые украинское националистическое подполье могло бы опереться в борьбе против СССР и Польши за отторжение украинских территорий. Коновалец сообщил собравшимся, что он заключил соглашение с германским руководством и генштабом германской армии о помощи украинским националистам в осуществлении планов создания самостоятельного украинского государства. В связи с этим было заявлено о необходимости ориентироваться на Германию как на единственную страну, которая осуществит агрессию против СССР и Польши, и принять активное участие на стороне Германии в борьбе с её врагами. В докладе Коновальца говорилось о том, что «УВО полностью подпадает под влияние германской разведки и предоставляет в её распоряжение свой разведывательный аппарат, средства пропаганды, кадры террористов и боевые силы, находящиеся в Польше, Советской Украине и в других странах».
В 1923 году в Мюнхене были организованы курсы разведчиков абвера для украинских националистов. Ещё один подобный центр был основан в 1924 году. Третий центр подготовки украинских националистов для ведения подрывной работы в пользу немецкой разведки был открыт в Данциге в 1928 году.
На конференции УВО, состоявшейся в Данциге в начале зимы 1923 года, было принято решение о реорганизации УВО и временном размещении Начальной команды в Берлине и Краевой команды во Львове. Тогда же было окончательно прекращено взаимодействие УВО с бывшим руководством ЗУНР. После решения Совета послов Антанты правительство ЗУНР в эмиграции утратило международный статус. Бывший президент ЗУНР Петрушевич хотел продолжать борьбу с Польшей, опираясь на финансовую помощь УССР). Советские власти помощь обещали, но за это требовали полностью подчинить УВО Петрушевичу и устранить Коновальца от руководства. Это вызвало внутренний кризис в УВО, который длился почти два года. В конце концов бывших офицеров УГА — сторонников Петрушевича — исключили из УВО. 14 мая 1926 года они сформировали свою собственную Западно-Украинскую национально-революционную организацию (ЗУНРО), которая, однако, вскоре пришла в упадок.
Как пишет канадский историк Орест Субтельный в своей книге «Україна. Історія», «Организация, которая по приблизительным данным насчитывала 2 тысячи членов, имела связи как с восточно-, так и с западноукраинскими эмиграционными правительствами и получала тайную финансовую помощь от западноукраинских политических партий». В 1923 году, когда положение УВО резко изменилось в связи с признанием на международном уровне законности присоединения Восточной Галиции к Польше, «Коновалец обратился за финансовой и политической помощью к иностранным государствам, прежде всего врагам Польши — Германии и Литве».
С 1923 года была установлена связь УВО со спецслужбами Литвы, которая претендовала на Виленский край, захваченный Польшей. Инициатором этого сотрудничества стал Юозас Пурицкис (в 1920—1921 годах — министр иностранных дел Литвы). С 1925 года в Ковно (Каунасе) находилась резидентура УВО под кодовым названием «Левника». В Литве печатали националистический журнал «Сурма», брошюры антипольского и антисоветского содержания. Боевики УВО, действовавшие под прикрытием литовских документов (сам Коновалец также имел литовский паспорт), поставляли литовскому командованию информацию о польской армии. В 1925 году люди Коновальца в Данциге, предоставив литовцам сведения о дислокации польских ВМС, содействовали переброске в Литву двух подводных лодок, закупленных в Германии. В 1926 году
литовское командование получило от УВО информацию о дислокации польских войск на польско-литовской границе, благодаря чему были раскрыты планы вторжения на литовскую территорию. Одновременно Евгений Коновалец предупредил британское и германское правительства о польских намерениях, и таким образом военный конфликт был предотвращён. Представителем Коновальца в Литве был Осип Ревюк («Бартович»), поддерживавший контакты с местным министерством иностранных дел и ежеквартально получавший от литовского правительства около 2000 долларов США.
5 сентября 1924 года во Львове была совершена попытка теракта против президента Польши С. Войцеховского, подготовкой которого занимались краевой комендант УВО Юлиан Головинский и боевой референт краевой организации Омелян Сеник.
В 1924—1925 годах ячейки УВО на территории Польши активизировали «экспроприации польского имущества». Для осуществления «экспроприаций» Головинский создал «Летучую бригаду», занявшуюся нападением на почтовые кареты, почтовые отделения и банки. 28 апреля 1925 года при нападении на главную почту Львова в руки боевиков попало 100 тысяч злотых, что было громадной суммой в то время. Польской полиции удалось ликвидировать «Летучую бригаду» лишь к концу 1925 года.
19 октября 1926 года во Львове был убит польский школьный куратор Ян Собинский. Убийство совершил боевой референт УВО в крае Роман Шухевич, но польская полиция арестовала двух других боевиков УВО, которые позже были приговорены к повешению (смертная казнь была заменена тюремным заключением на 10 и 15 лет).
1 ноября 1928 года боевики УВО, смешавшись с толпой в демонстрации к 10-летию провозглашения ЗУНР, открыли огонь по полиции, спровоцировав ответные действия. В ночь с 1 на 2 ноября была взорвана бомба у польского памятника «защитникам Львова». В декабре 1928 года УВО организовала взрыв бомбы в редакции польской газеты «Слово Польске», весной 1929 года было заложено несколько бомб на львовской торговой выставке «Тарги всходне».

## УВО и ОУН
В 1920-е годы УВО была не единственной организацией, объединявшей украинских националистов. В 1922 году в Чехословакии появилась «Группа украинской национальной молодёжи». В скором времени возникли и другие организации того же типа: «Легион украинских националистов» во главе с инженером Николаем Сциборским (объединивший в 1925 году такие организации, как Украинское национальное объединение", «Союз освобождения Украины», «Союз украинских фашистов»), во Львове — «Союз украинской националистической молодёжи» (СУНМ, 1926), во Франции — «Український національний союз» (УНС), в США — «Об’єднання друзів звільнення України».
В середине января 1923 года представители пяти групп украинской военной эмиграции, собравшиеся в Праге, объявили о создании «Украинского войскового союза» (УВС), который декларировал себя единой общенациональной организацией, стремящейся к объединению всех группировок украинских военных в эмиграции. В ноябре 1926 года его сменил Союз организаций бывших военнослужащих армии УНР. Вскоре аналогичные организации возникли в ряде стран Европы (Германии, Франции, Польше, Болгарии, Чехословакии), в США и Канаде.
К концу 1920-х в украинских эмигрантских националистических кругах наметилась тенденция к объединению разрозненных сил в единую легальную политическую организацию, которая, по мысли её создателей, должна была бы уделять первостепенную роль не «боевым акциям», а идеологической работе с массами, не отказываясь при этом и от террора. В июле 1927 года был создан Союз организаций украинских националистов. Проведённые в 1927—1928 годах конференции украинских националистов (Берлинская и Пражская) стали организационной предпосылкой к созданию I Конгрессом (Сбором) украинских националистов (28 февраля — 3 января 1929 года) Организации украинских националистов на основе УВО и упомянутых выше объединений. Руководящей структурой ОУН стал Провод украинских националистов (ПУН), возглавляемый Е. Коновальцем. На съезде был выдвинут лозунг «За Украинскую самостийную соборную державу!».
Согласно решениям съезда, УВО сохраняла свою формальную организационную самостоятельность и свой печатный орган «Сурма». С этого момента вся «боевая работа» (террористическая активность) должна была вестись только от лица УВО и её Начальной команды — «дабы не чернить репутации ОУН как чисто политической организации».
Статус ОУН был подтверждён на конференции руководства ОУН-УВО в Праге (июнь 1930). Коновалец принял решение о том, что УВО остаётся вооружённым отрядом ОУН и формально независима от ОУН (на деле руководили УВО и ОУН одни и те же лица).
В одном из своих писем митрополиту Шептицкому Коновалец привёл следующие аргументы в пользу создания Организации украинских националистов: «Подготовка к священному крестовому походу против СССР пойдёт усиленными темпами. К этому походу должны подготовиться и мы. Немецкие друзья убеждают нас, что пока УВО будет только конспиративной террористической организацией, нечего думать о широкой политической акции в украинском деле. Террор должен быть, утверждают немцы, не целью, а средством, средством, которое при удачных аттентатах способствует подчинению масс, при неудачных отталкивает массы от неудачников. Массы представляют не субъект политики, а объект, который нужно завоевать всеми средствами, а завоевав, нужно держать в руках, используя их в своих политических целях. Следовательно, из этого выплывает тот первый вывод, что УВО нужно превратить в такую организацию, которая будет способной пользоваться в борьбе за массы и для своей политики всеми, а не одним только террористическим средством. Украинскую проблему следует брать в целом. В решении этой проблемы ни одно государство не заинтересовано так, как заинтересована Германия. К тому же ни одно государство, кроме Германии, и не способно решить эту проблему. И Германия решит эту проблему не сегодня, так завтра. Следовательно, из этого выплывает второй вывод, а именно: та украинская организация, которая борется за решение украинской проблемы в целом, должна действовать в полном согласии с соответствующими политическими факторами Германии и идти в фарватере её политики…»
Попытка Коновальца организовать легальную политическую организацию для украинских националистов в Польше в виде ОУН оказалась, однако, неудачной — молодое поколение националистов, пришедших в ОУН в 1929 году, превратило её в расширенную версию УВО. В каждом легальном действии они видели признак «предательства нации».
Начало 1930-х было отмечено новыми террористическими акциями УВО-ОУН. Краевая Экзекутива (КЭ) ОУН на ЗУЗ, игнорируя указания Провода украинских националистов, всё дальше уходила по дороге террора. Это было констатировано на Краевой конференции ОУН весной 1930 года. Тогда же, после гибели Ю. Головинского, разведывательный отдел УВО возглавил новый «референт разведки и связи» Рихард Ярый.
В системе подготовки членов УВО-ОУН первое место занимало боевое обучение, проводившееся систематически, индивидуально и коллективно. По мере возможности к теоретическим занятиям добавлялись и практические — стрельба и метание гранат. Во второй половине 1930 года началась широкая антипольская саботажная акция: по сёлам Галиции прокатились нападения на учреждения власти и поджоги имущества поляков. Ответственность за эти действия на себя взяла УВО. Продолжились с новой силой акты «экспроприации» и политические убийства. 29 августа 1931 года в Трускавце был убит посол сейма Т. Голувко — сторонник «польско-украинского компромисса». Исходя из логики УВО-ОУН, это убийство было оправданным, поскольку достичь «революционного взрыва масс» в условиях «компромисса» было проблематично. Далее террор только расширялся. Его жертвами становились уже не только польские, но и украинские общественные деятели и обычные граждане.
На Пражской конференции ОУН (1932) был определён новый статус УВО как референтуры по военным делам КЭ ОУН на ЗУЗ. Теперь УВО состояла из боевого и кадрового отделов и в случае потребности создавала собственную разведывательную структуру.
Окончательно формальное слияние обеих организаций завершилось к середине 1930-х, в результате чего УВО из самостоятельной организации была переформирована в номинально автономную военную референтуру — отдел ОУН.

## УВО-ОУН и С. Бандера
После неудачного нападения боевиков ОУН-УВО на почту в Городке в конце ноября 1932 года краевой руководитель ОУН Б. Кордюк скрылся за границей, и его место занял «энергичный и решительный» С. Бандера.
С приходом Бандеры к руководству КЭ ОУН характер её боевых акций изменился. Экспроприации прекратились, упор был сделан на карательные акции и теракты против представителей польской государственной администрации, а также местных коммунистов, левых и просоветских деятелей, советских дипломатов. 3 июня 1933 года в Берлине на конференции Провода украинских националистов с участием членов КЭ ОУН было принято решение об организации покушения на советского консула во Львове в знак протеста против массового голода в УССР 1932—1933 годов. 21 октября 1933 года молодой националист Николай Лемик, явившийся в советское консульство во Львове, чтобы совершить покушение на консула, застрелил советского дипломатического работника А. П. Майлова.
Ещё одним резонансным преступлением, имевшим для КЭ ОУН тягчайшие последствия, стало убийство министра внутренних дел Польши Бронислава Перацкого. Согласно официальной истории ОУН, решение совершить политическое убийство в Варшаве было принято на специальной конференции в конце апреля 1933 года в Берлине, в которой приняли участие Коновалец, Рико Ярый и Ярослав Барановский от ПУН и Степан Бандера от КЭ ОУН как исполняющий обязанности краевого проводника. Существует, однако, мнение, что политические убийства 1934 года были осуществлены по инициативе оуновской молодёжи, и в первую очередь — Бандеры, в то время как Коновалец как глава ПУНа оказался не в состоянии этому помешать.
Убийство Перацкого дало Польше повод выступить в Лиге Наций с предложением ввести международные санкции против терроризма, включая запрет на предоставление политического убежища террористам. В этой ситуации Коновалец попытался запретить проведение терактов на территории Польши, но приказы уже арестованного Бандеры ещё какое-то время продолжали действовать. Убийство директора украинской гимназии Львова И. Бабия вызвало широкий резонанс в украинском обществе Галиции — все легальные партии осудили его. В результате массовых арестов, последовавших за этими преступлениями, всё региональное руководство ОУН в Галиции оказалось в заключении, и многие низовые организации прекратили своё существование. К этому времени, впрочем, УВО фактически растворилась в структуре ОУН, и дальнейшая история украинского националистического движения обычно связывается исключительно с Организацией украинских националистов.
После теракта в советском консульстве во Львове председатель ОГПУ В. Р. Менжинский распорядился разработать план действий по нейтрализации террористических акций украинских националистов. 23 мая 1938 года Евгений Коновалец был ликвидирован в Роттердаме сотрудником НКВД Павлом Судоплатовым, внедрённым в организацию под видом активиста ОУН с Советской Украины.